# Sharon Tate
Pour les articles homonymes, voir Sharon et Tate.
Sharon Tate est une actrice américaine née le 24 janvier 1943 à Dallas et morte assassinée par des membres du culte de Charles Manson le 9 août 1969 à Los Angeles.
Découverte à Hollywood au début des années 1960, Sharon Tate décroche son premier vrai rôle avec The Beverly Hillbillies, une sitcom américaine dans laquelle elle joue le temps de 15 épisodes entre 1963 et 1965. Elle décroche ensuite plusieurs rôles consécutifs au cinéma jusqu'en 1967, année où elle joue dans le film Le Bal des vampires et surtout La Vallée des poupées, qui lui apporte la notoriété et une nomination aux Golden Globes.
Ces nombreuses prestations dans les comédies et les films dramatiques sont bien reçues par la critique et Tate est vue comme une des actrices les plus prometteuses d'Hollywood. Playboy déclare que « l'année 67 est celle de l'arrivée de Sharon Tate ».
Sharon Tate se marie avec le réalisateur Roman Polanski en 1968. Alors qu'elle est enceinte de huit mois, elle est assassinée le 9 août 1969, dans sa résidence de Cielo Drive, par des membres de la « Famille » Manson, secte fondée par le tueur et gourou Charles Manson. Quatre autres victimes sont également retrouvées sur les lieux. Ce drame marque pour certains la fin du Flower Power, mouvement social très populaire aux États-Unis durant les années 1960. 
Après sa mort, sa mère, Doris Tate et ses sœurs Patti et Debra joueront un rôle crucial dans l'incarcération de ses meurtriers. De nombreux hommages ont été rendus à l'actrice dont le dernier, cinquante ans après sa mort, par Quentin Tarantino qui imagine un scénario uchronique en lien avec son assassinat pour son film Once Upon a Time… in Hollywood.

## Biographie

### Enfance et formation
Les parents de Sharon Marie Tate, Paul James Tate et Doris Gwendolyn Willett, née le 19 janvier 1924, se rencontrent dans les années 1940 alors qu'ils fréquentent le même College à Houston, tandis que la Seconde Guerre mondiale est toujours d'actualité.  Paul et Doris se marient à l'âge de dix-neuf et dix-huit ans le 16 janvier 1942 à Houston alors que Paul commence à peine une carrière militaire. Seulement douze mois après leur mariage, ils accueillent une petite fille qu'ils prénomment Sharon Marie. Cette dernière naît le dimanche 24 janvier 1943, à 17h47. 
À peine âgée de six mois, elle participe au Miss Tiny Tot of Dallas Pageant,, un concours de beauté pour bébé. Dans les mémoires de Doris Tate, il est révélé que c'est Nannie Tate, la grand-mère paternelle de Sharon, qui soumet des photos de la petite fille au concours pour sa participation. Sharon remporte le concours, remportant également un chèque de cinquante dollars et le prix Miss Tiny Toto of Dallas. Même si ce n'est pas elle qui a envoyé les photos de sa fille au concours, Doris passe le plus clair de son temps à promouvoir l'image de sa fille dans des concours de beauté, puis en tant qu'actrice dans des petits rôles en Italie et dans la carrière d'actrice que Sharon entreprendra quelques années plus tard à Los Angeles.
Alors que Sharon n'a que 2 ans, la Seconde Guerre mondiale prend fin le 2 septembre 1945. Sharon et ses parents déménagent plusieurs fois en raison de la profession militaire de Paul Tate qui le contraint à changer souvent d'affectation. La petite Sharon vit à Pasadena, au Texas et fait son entrée au St. Pius V Catholic School. Elle reste dans cet établissement  de la grande section de maternelle jusqu'au second grade, l'équivalent du CE1, de 1948 à 1951. La famille accueille ensuite une petite fille, Debra Ann, née le 6 novembre 1952,.
« Sharon n'est pas étrangère aux projecteurs. À l'âge de 16 ans, encore étudiante au Columbia High, elle fut désignée simultanément Miss Richland lors de l’événement Atomic Frontier Days de l'année 1959 et Miss Autorama de l'année 1958-1959. »
— Passage d'un article provenant du TriCity Herald sur Sharon Tate, plus de six ans après ces élections. Parution le 5 septembre 1965.
Dans les années qui suivent, elle passe son enfance et son adolescence comme une typique petite fille de militaire, allant de Dallas à Houston en passant par El Paso, Tacoma, Washington et Vérone en Italie. Cette vie austère faite d'itinérance, avec de nouvelles résidences correspondant au salaire d'un soldat (bien que le gouvernement fournisse des logements abordables), aurait pu aider Doris à pouvoir s'occuper de ses filles et guider Sharon dans ses projets futurs.
En 1954, elle déménage à Richland, qui fait partie de la Tri-Cities de Washington où son père est affecté à proximité du complexe nucléaire de Hanford. Elle fait son entrée au Richland's Spalding Elementary School entre 1954 et 1955 puis à la Chief Joseph Junior High de septembre 1955 à juin 1958. La famille passe ensuite une petite période dans le comté d'Alameda, non loin de San Francisco, sur la 2815 Otis Drive Alameda. 
Le sergent Tate et Doris Tate accueillent une dernière petite fille, Patricia Gaye, le 30 octobre 1957,. Sharon entre ensuite à la Columbia High School à Richland de septembre 1958 à octobre 1959. Dans cette période, elle démontre sa beauté et sa popularité lorsqu'elle est choisie comme la homecoming queen, soit « Miss Richland », à l'âge de seize ans. Elle fait aussi partie du conseil des étudiants du College.
Durant l'année 1959, elle obtient un petit travail d'hôtesse pour le premier spectacle de la Tri-City Autorama où elle est aussi couronnée « Queen of Autorama », soit reine de la ville. Le concours se déroule dans un des hangars de l'aéroport de Pasco. Sharon Tate est prête à se présenter au concours « Miss Washington » durant l'année 1960, mais, avant qu'elle n'ait pu y participer, son père est promu capitaine et reçoit l'ordre d'être déplacé à la Passelaqua Army Base, une base au nord de Vérone, en Italie, qui est le quartier général du Southern European Task Force. Ils y déménagent en janvier 1960.
Avant son départ, elle passe la moitié de sa première année de collège au Irvin High School à El Paso, de fin 1959 à avril 1960 alors qu'elle réside au 9303 Roanoke. Au printemps 1960, à dix-sept ans, elle fait la une du magazine de l'armée Stars and Stripes, photographiée en maillot de bain noir, un chapeau de cow-boy sur la tête, chevauchant un missile de l'US Army. Cette photographie fait d'elle une célébrité locale, avant même son entrée au American High School de Vicence. Elle développe très vite des relations amicales avec des jeunes issus d'un environnement militaire qui les pousse, comme Sharon, à déménager fréquemment, les changeant d'établissements, de villes et de fréquentations assez régulièrement. Celle-ci apprend très vite à parler couramment l'italien.
Pendant ses années , elle fait aussi partie de l'équipe de cheerleaders, du twirling bâton et du basket et obtient le rôle de Juliet dans la pièce de théâtre de l'établissement, Romeo et Juliet.

### Intérêt pour le métier d'actrice et départ pour Los Angeles
L'intérêt de Sharon Tate à devenir actrice la pousse avec ses amis, à observer le tournage de films hollywoodiens, qui se déroulent en Italie, ou même à y participer.
En 1960, Sharon Tate est présente lors de la 32e émission de la troisième saison de The Pat Boone Chevy Showroom, un show de variétés animé par Pat Boone de 1957 à 1960. L'émission où est présente Sharon Tate est tournée à Venise, sur la place Saint-Marc, et est diffusée le 5 mai 1960 sur ABC. Cette expérience lui donne envie de poursuivre une carrière dans cette voie. Après cette petite apparition, Doris Tate laisse Sharon figurer dans des films comme Les Trois Mousquetaires en 1961.

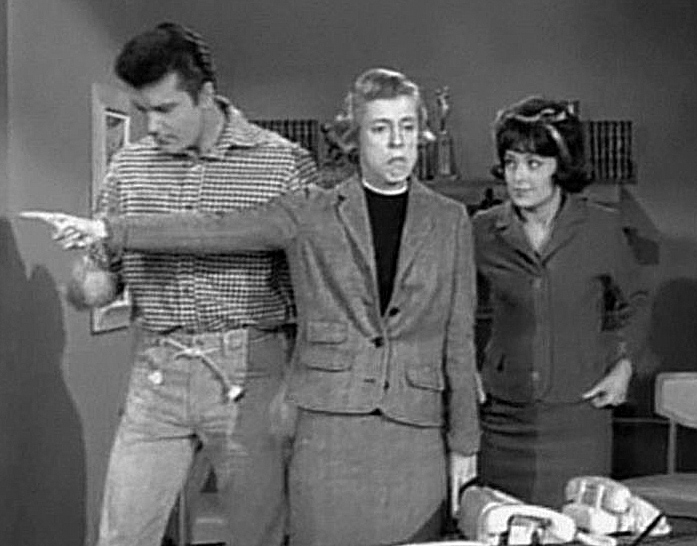
Sharon Tate (à dr.) aux côtés de Max Baer Jr. et Nancy Kulp dans l'épisode The Giant Jackrabbit de la série The Beverly Hillbillies (1964).

Puis, une annonce dans le journal de Tate mentionne que, pour les besoins du film Barabbas, quelques personnes sont recherchées en tant que figurants. Cette épopée biblique relate l'histoire du brigand Barabbas, interprété par Anthony Quinn. Sharon Tate apparaît le temps de quelques secondes lors d'une scène de combat dans l'arène, en tant que spectatrice. Dans son autobiographie, Just Tell Me When to Cry, le réalisateur du film Richard Fleischer déclare que pendant la deuxième journée de tournage de cette scène, l'équipe de production travaille un peu plus à proximité de la foule représentant les spectateurs de l'arène, ce qui permet au réalisateur de scruter les visages des figurants, dont l'un retient son attention : celui de Sharon Tate. Il déclare «   il y avait d'excellents profils mais un visage a un peu plus retenu mon attention. Celui d'une jeune femme de dix-huit ans dotée d'une beauté époustouflante. Elle était superbe. Je l'ai fait remarquer à mon assistant, lui disant que je la voulais dans autant de plans rapprochés de la foule que possible. » 
Elle et ses amis assistent aussi au tournage du film Aventures de jeunesse de Martin Ritt qui met en scène Richard Beymer, Diane Baker, Corinne Calvet et Paul Newman. L'une des scènes du film nécessite la présence d'une foule de personnes. La production demande donc aux jeunes de Vincenza de participer au tournage pour remplir le cadre. Le film met aussi en scène l'actrice Susan Strasberg, qui encourage Sharon Tate à étudier avec Lee Strasberg, le père de l'actrice, à l'Actor's Studio de New York. Les encouragements de Susan Strasberg poussent Sharon Tate à voyager brièvement à New York et à étudier avec Lee Strasberg en 1963. 
Durant le printemps 1960, Sharon Tate devient reine de promotion et ressort diplômée de l'American High School en 1961. C'est pendant le dîner pour fêter son diplôme qu'elle annonce ne pas vouloir poursuivre des études supérieures, avec l'intention de continuer sa carrière d'actrice. À ce moment-là, son père est avisé d'une promotion et d'un transfert vers San Pedro, au sud de Los Angeles. Sharon Tate est alors désireuse de rentrer aux États-Unis, d'où son départ pour son pays natal quelques mois avant ses parents, avec l'objectif de rencontrer l'agent de Richard Beymer, acteur avec qui elle partage alors une romance. Son départ est aussi motivé par cette histoire d'amour, qu'elle veut poursuivre avec Beymer, déjà rentré à Los Angeles après le tournage d'Aventures de jeunesse.
Après son arrivée, elle est temporairement hébergée dans la maison d'un ami à Nichols Canyon et recherche Richard Beymer. Sharon Tate envoie des lettres à ses parents en Italie pour leur donner des nouvelles et leur expliquer son envie de devenir actrice par ses propres moyens, ce qui provoque chez sa mère une grande anxiété due à la séparation de sa fille qui vit à Los Angeles sans sa famille. Ne pouvant se résoudre à laisser sa mère dans cet état, Sharon Tate rentre en Italie à contrecœur. Les choses rentrent dans l'ordre d'elles-mêmes et aux alentours de février 1962, la famille entière retourne aux États-Unis à bord de l'USS Independence. Paul Tate est affecté à Fort MacArthur, une ancienne installation de l'armée des États-Unis. 
Deux ou trois semaines après son retour aux États-Unis, elle contacte l'agent de Beymer, Hal Gefsky, qui accepte de la rencontrer. Gefsky est alors subjugué par la beauté de Tate et accepte de l'aider tandis que ses parents lui apportent un soutien financier, une situation qui les arrange, eux qui n'auront pas à prévoir des frais de scolarité si Tate poursuit sa carrière. Dans un article nommé « Sharon Tate Leaves You Breathless »,, l'actrice dévoile pour l'auteur Robert Musel : « j'étais timide quand je suis arrivée à Hollywood. Mes parents étaient stricts avec moi. Je ne fumais pas ou autre. J'avais juste assez d'argent pour me débrouiller et faire de l'auto-stop à bord d'un camion pour me rendre au bureau d'un agent dont j'avais seulement le nom,. Le premier jour, il m'a envoyée tourner une publicité pour des cigarettes. » Mais le tournage de cette publicité se passe assez mal et requiert plusieurs prises, l'actrice n'ayant jamais fumé : « La première inspiration m'a complètement rempli les poumons de fumée et je me suis écroulée au sol. Juste avant la dernière prise, je me suis évanouie à cause de toutes les inspirations de fumée que j'ai réalisées alors que c'était la première fois que je fumais,. Cela a stoppé ma carrière dans les publicités pour cigarettes,. » 
Durant l'été 1962, elle tourne une publicité pour la marque de voiture Chevrolet et une pour les cigarettes Santa Fe. Sharon Tate travaille comme hôtesse avec Lipper Productions, habillée en Irlandaise et servant du vin de chez Kelly-Kalani Wine dans des dîners à Hollywood pour 25$ par jour. Après quelques semaines, elle a assez économisé pour prendre un appartement sur Fuller Street dans un immeuble dont la propriétaire est la mère de Richard Beymer, Eunice. 

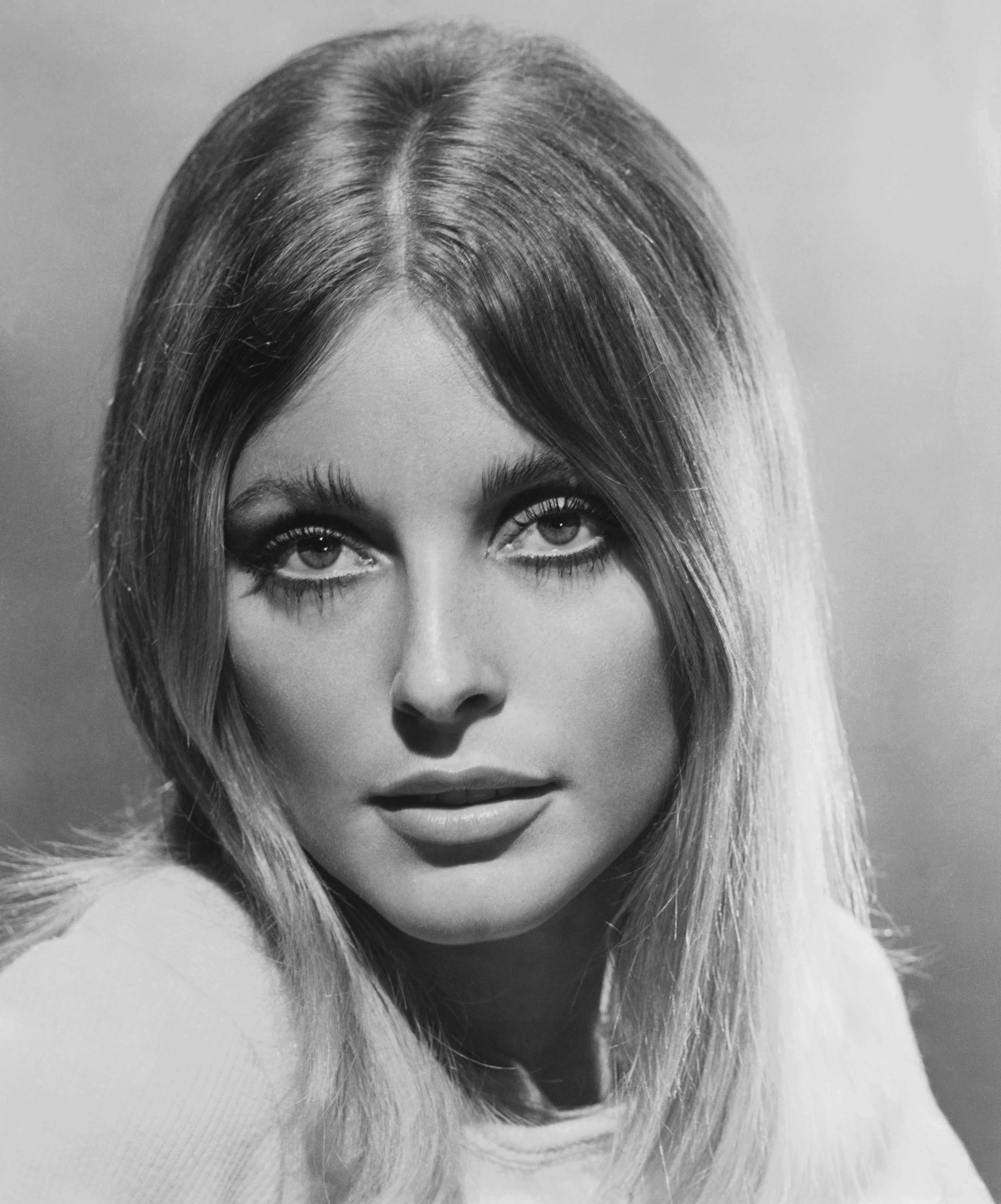
Sharon Tate Valley en 1967.

C'est en faisant de l'auto-stop à Hollywood qu'elle décroche un contrat pour jouer la comédie. Ses parents, sans jamais encourager son intérêt pour le show-business, se plient à ses vœux et, comme elle n'a pas encore 21 ans, valident son contrat en la plaçant sous tutelle judiciaire. 
Suivent quelques petits rôles non crédités, notamment dans Le Chevalier des sables de Vincente Minnelli aux côtés de Richard Burton et Elizabeth Taylor.
Elle rencontre le coiffeur hollywoodien Jay Sebring avec lequel elle entame une liaison avant de partir pour la France tourner Le Mystère des treize (1966).
Le producteur du film, Martin Ransohoff, prépare à la même époque Le Bal des vampires, une parodie de films de vampires dirigée par le réalisateur franco-polonais Roman Polanski. Ransohoff impose Tate, sous contrat avec sa société, pour le rôle féminin principal alors que Polanski souhaite Jill St John. Polanski trouve Sharon Tate très belle mais estime qu'elle ne correspond pas au rôle. Au cours du tournage, leur relation d'abord distante se change en romance. Tate décide alors de quitter Jay Sebring.
Elle joue la même année dans Comment réussir en amour sans se fatiguer et La Vallée des poupées, tiré du roman de Jacqueline Susann, best-seller ayant battu tous les records de ventes en librairie.
Le magazine Playboy proclame 1967 comme « l'année de l'arrivée de Sharon Tate ».

### Vie personnelle et sentimentale
Sharon Tate eut une brève relation avec un jeune soldat alors qu'elle était toujours à l'école. D'abord réticente, la famille Tate finit par apprécier le jeune homme, qui fréquente la base de Passelaqua.
Durant l'année 1960, elle est violée par un soldat,. Elle confie ce secret à Roman Polanski lors de leur premier rendez-vous à Londres en 1966. Elle déclare par ailleurs au réalisateur que cet événement ne l'a pas brisée émotionnellement,. Par peur de déshonorer son père, Sharon Tate ne racontera jamais cette histoire à ses parents.
Durant le tournage de Aventures de jeunesse, Richard Beymer remarque l'actrice, se présente à elle et l'invite à déjeuner avec les acteurs. Une idylle s'installe ensuite entre eux pendant la production du film à Vérone. Cette histoire se poursuit ensuite après le départ de l'actrice aux États-Unis, qui obtient un appartement dans un bâtiment géré par la mère de Richard Beymer. Le couple partage alors le même agent, ce qui les amène à se voir souvent.
Lors de la production du film Barabbas, la jeune femme se voit proposer un rendez-vous galant par l'acteur Jack Palance, sans que ce dîner ne mène à un quelconque rapprochement.
Une grande amitié la liait à sa partenaire dans La Vallée des poupées, Barbara Parkins, qui sera d'ailleurs son témoin à son mariage.

#### Mariage

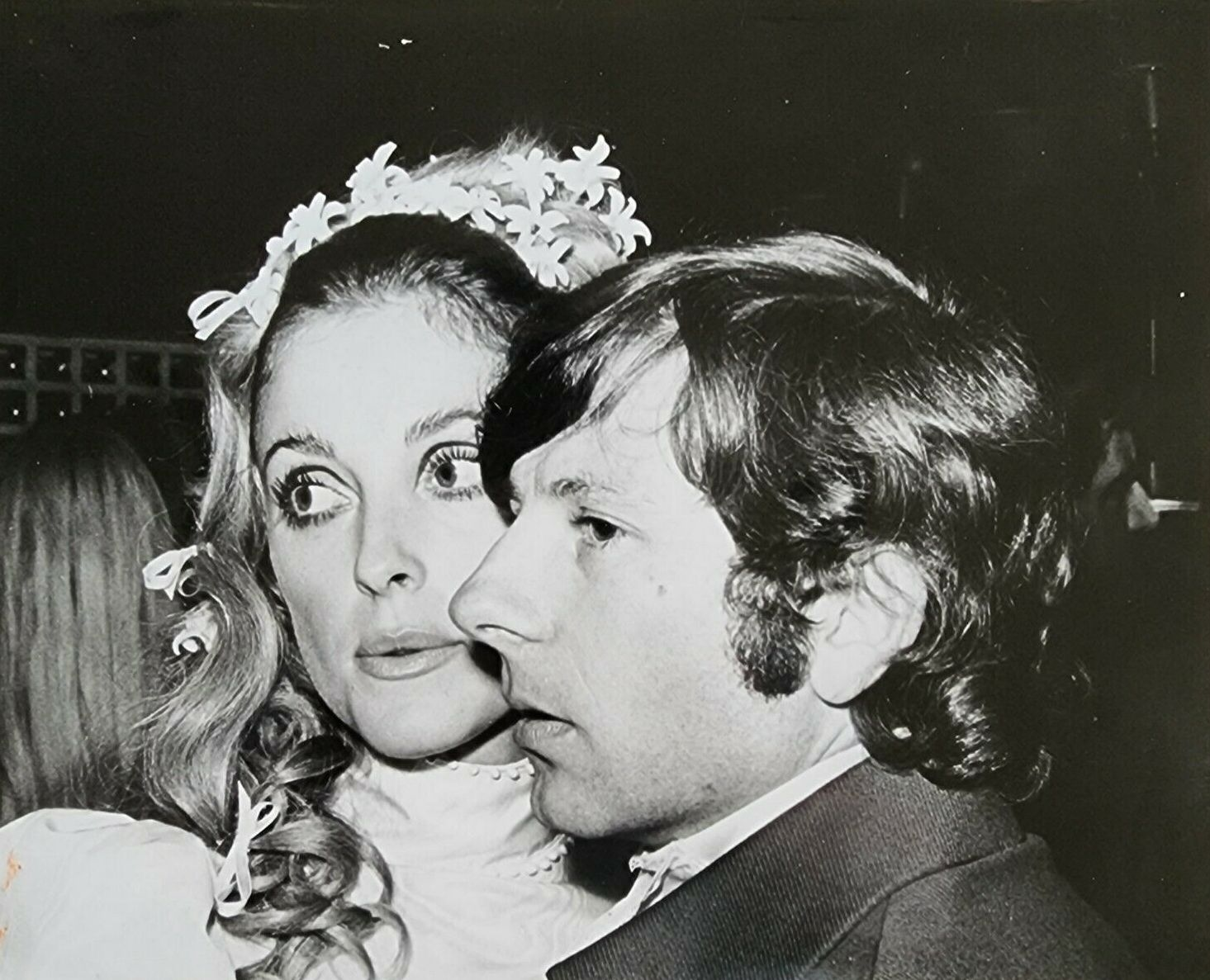
Photo de mariage de Sharon Tate et de Roman Polanski.

Le 20 janvier 1968, à Londres, Sharon Tate épouse Roman Polanski. La réception très médiatisée au Playboy Club (en) dans le Mayfair reflète le bouillonnement culturel du Londres des Swinging Sixties avec des stars invitées en tenue pop et victorienne, dansant sur une musique psychédélique.
Le couple s'installe à Los Angeles où Polanski tourne les scènes intérieures de son premier film hollywoodien : Rosemary's Baby (la production a préféré Mia Farrow à Sharon Tate). Fin 1968, Tate apprend qu'elle est enceinte. Le couple commence alors à chercher une maison plus grande.
Au 10050 Cielo Drive de Benedict Canyon, une partie de Los Angeles surplombant Beverly Hills et Bel Air, ils trouvent une belle résidence de style normand, avec piscine et dépendances pour les invités. Cette maison, construite en 1942 pour l'actrice française Michèle Morgan, était précédemment occupée par Terry Melcher, le fils de Doris Day. Les Tate-Polanski y emménagent en février 1969. Tate l'appelle la « maison de l'amour » (« Love house »).

### Assassinat par la «Famille» Manson

#### Faits

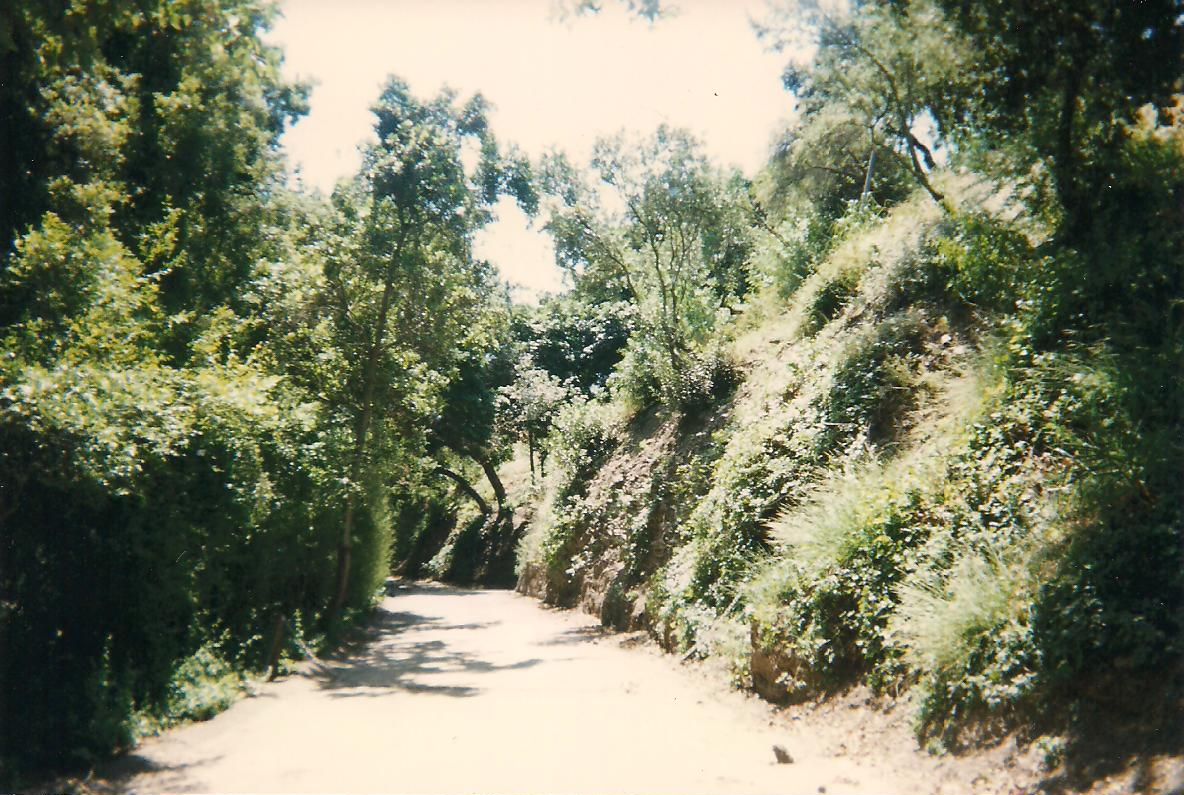
La route menant au 10050 Cielo Drive, Benedict Canyon, Los Angeles.

Dans la nuit du 8 au 9 août 1969, Charles « Tex » Watson, Patricia Krenwinkel et Susan Atkins, membres de la « Famille » de Charles Manson, pénètrent dans la maison du 10050 Cielo Drive. Le commando doit venger Charles Manson du producteur de musique Terry Melcher, qui a refusé de le signer mais ce dernier a récemment déménagé.
Ils sectionnent les câbles de téléphone de la villa, occupée par Sharon Tate (Roman Polanski étant alors sur la préparation d'un tournage à Londres), enceinte de 8 mois et demi, et ses amis : le coiffeur des stars Jay Sebring, le producteur Wojciech Frykowski et sa fiancée Abigail Folger, héritière de la compagnie de café Folgers, alors que le gardien de la villa, William Garretson accueille dans son pavillon un ami, Steven Parent.
Steve Parent s’apprête à quitter la propriété au volant de sa voiture quand Tex l'abat de quatre balles de revolver. Tous les autres occupants sont tués et poignardés, à l'exception du gardien qui n'entend rien car il écoute de la musique. Les corps de Frykowski et Folger gisent sur le gazon, défigurés.
Tate et Sebring sont retrouvés dans le salon, reliés par une longue corde de nylon nouée autour de leur cou, et le visage recouvert d'une serviette blanche. Le rapport de police mentionne que Tate a été poignardée seize fois par Atkins, et que « cinq des plaies étaient en elles-mêmes fatales ». Atkins écrit le mot pig (« cochon ») avec une serviette imbibée du sang de Tate sur la porte d'entrée.
Lors de son procès, Susan Atkins révèle en particulier que Sharon Tate l'a implorée de la laisser en vie, elle et son enfant, ce à quoi elle a répondu : « Femme, je n'ai aucune pitié pour toi. » Elle reviendra sur ses aveux ensuite, puis les formulera à nouveau, à l'identique.
Le meurtre de Sharon Tate a été qualifié de meurtre rituel.

#### Obsèques

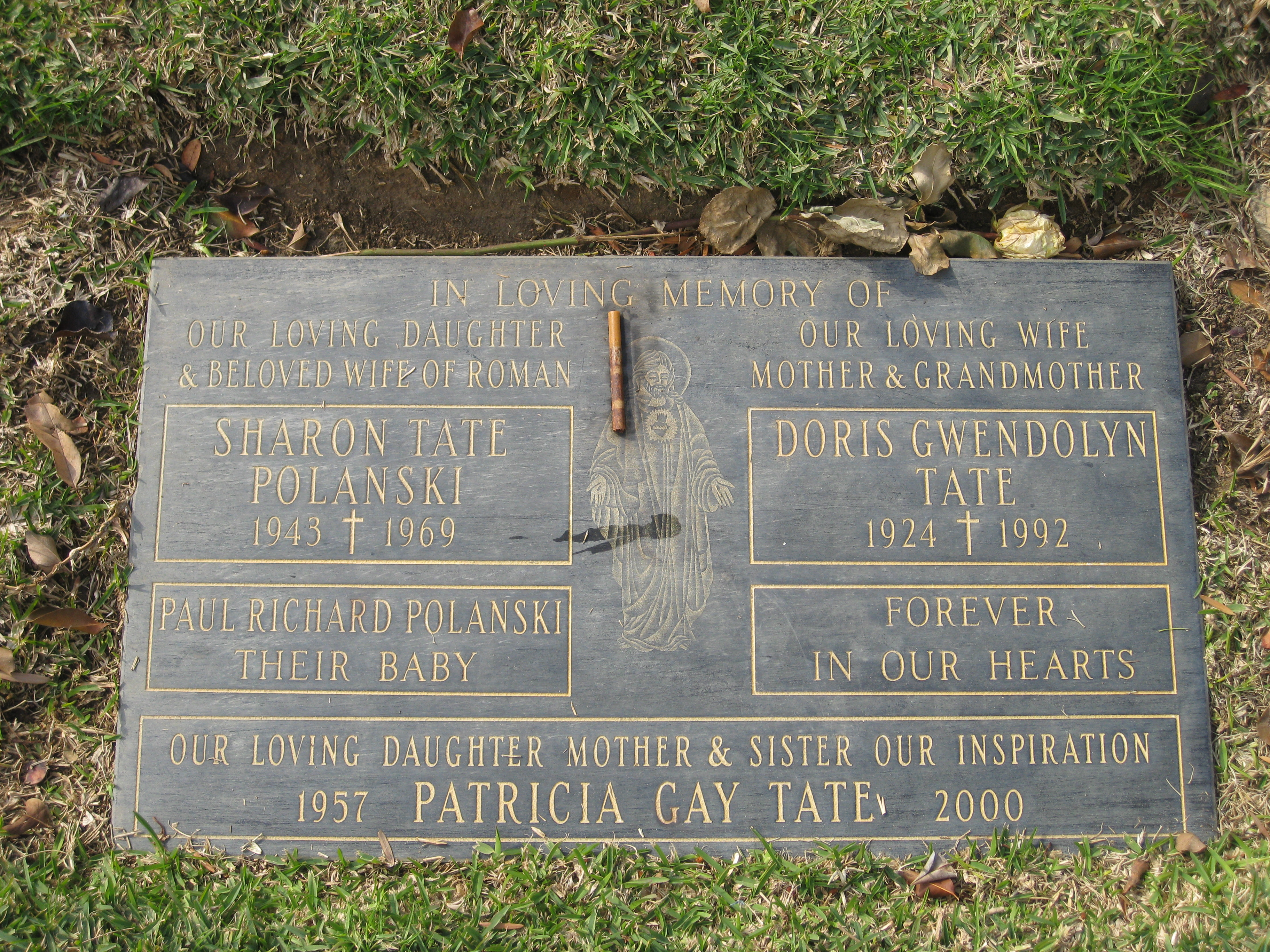
La tombe de la famille au Holy Cross Cemetery de Culver City en Californie. Sharon, son fils Paul, sa mère Doris et sa sœur Patti y sont enterrés.

Les funérailles de Sharon Tate ont lieu le 13 août 1969. Sa dépouille est enterrée au Holy Cross Cemetery de Culver en Californie.
Le fils de Sharon Tate et Roman Polanski, mort in utero, prénommé Paul Richard Polanski, est enterré avec sa mère.

#### Enquête et procès
Certains tabloïds lient dans un premier temps les meurtres à une affaire de drogue. Ce n'est qu'après l'arrestation des meurtriers, qui ont entre-temps continué leur équipée meurtrière, que la vérité se fait jour. Au moment des meurtres, Charles « Tex » Watson dira à l'une des victimes, Wojciech Frykowski, qui lui demandait qui il était et ce qu'il voulait, « Je suis le diable, et je suis ici pour faire son travail », laissant certains journalistes supposer que c'est Polanski qui était initialement visé par la secte en raison de son film « sataniste », Rosemary's Baby.
Charles Manson, en tant qu'instigateur, et ses exécutants sont condamnés à mort. En 1972, la Cour suprême de Californie ayant déclaré la peine de mort inconstitutionnelle, la sentence est commuée en réclusion à perpétuité.
La mère de Sharon Tate demande alors et obtient une modification de la législation pénale de l'État de Californie sur le régime des libérations conditionnelles. Depuis l'adoption de cette mesure, les victimes d'un acte criminel sont appelées à témoigner lors de l'examen d'une demande de remise en liberté du coupable. La plupart des États américains ont adopté cette disposition. 
Après avoir fait dix demandes de libération qui lui ont toutes été refusées, Susan Atkins, qui a tué Sharon Tate, meurt en prison le 24 septembre 2009 d'un cancer du cerveau, à 61 ans.  
Le 11 avril 2012, la douzième demande de remise en liberté conditionnelle de Charles Manson a été rejetée par les autorités pénitentiaires américaines.
Manson meurt en prison le 19 novembre 2017 à l'âge de 83 ans.

## Filmographie et distinctions

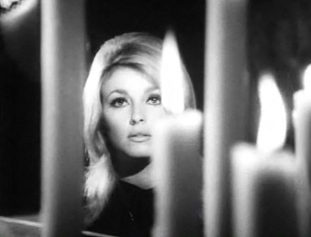
Sharon Tate dans Le Mystère des treize (1966).

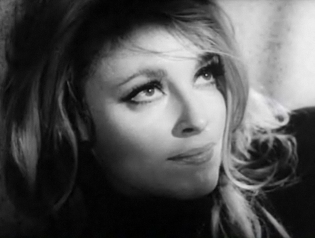
Le Mystère des treize.

- 1961 : Barabbas (Barabba) de Richard Fleischer : une patricienne dans l'arène (non créditée)
- 1962 : Aventures de jeunesse (Hemingway's Adventures of a Young Man) de Martin Ritt : une reine burlesque (non créditée)
- 1963 : Monsieur Ed, le cheval qui parle (Mister Ed), série télévisée : 
  - épisode Ed Discovers America : une fille
  - épisode Love Thy New Neighbor : l'opératrice téléphonique
- 1963-1965 : The Beverly Hillbillies, série télévisée (15 épisodes) : Mary (1 épisode), puis Janet Trego (14 épisodes)
- 1964 : Les Jeux de l'amour et de la guerre (The Americanization of Emily) d'Arthur Hiller : une jolie fille (non créditée)
- 1965 : Des agents très spéciaux (The Man from U.N.C.L.E.), série télévisée, épisode Commando de blondes (The Girls of Nazarone Affair) : la thérapeute
- 1965 : Le Chevalier des sables (The Sandpiper) de Vincente Minnelli : non créditée
- 1966 : Le Mystère des treize (Eye of the Devil) de J. Lee Thompson : Odile de Caray
- 1967 : Le Bal des vampires (The Fearless Vampire Killers) de Roman Polanski : Sarah Shagal
- 1967 : Comment réussir en amour sans se fatiguer (Don't Make Waves) d'Alexander Mackendrick : Malibu
- 1967 : La Vallée des poupées (Valley of the Dolls) de Mark Robson : Jennifer North
- 1967 : All Eyes on Sharon Tate, documentaire : elle-même
- 1968 : The New Cinema, documentaire télévisé de Gary Young : elle-même.
- 1968 : Mia and Roman (en) de Hatami, documentaire : elle-même
- 1968 : Wedding of the Doll, documentaire : elle-même
- 1968 : Jacqueline Susann and the Valley of the Dolls, documentaire télévisé : elle-même
- 1968 : Matt Helm règle son compte (The Wrecking Crew) de Phil Karlson : Freya Carlson
- 1969 : Playboy After Dark (en), série télévisée : elle-même (1 épisode)[20]
- 1969 : 12 + 1 (Una su 13) de Nicolas Gessner et Luciano Lucignani : Patricia
- 1971 : Ciao Federico !, documentaire de Gideon Bachmann : elle-même

Nomination aux Golden Globes pour La Vallée des poupées.

## Postérité
- Sharon Tate est évoquée par Nicolas Peyrac en 1975 dans sa chanson So Far Away From L.A. : « Pauvre Madame Polanski / D'un seul coup on t'a pris deux vies / Mais qui donc s'en souvient ici ? »[21]
- Georges Perec l'évoque également dans le 255e de ses 480 souvenirs cités dans Je me souviens (1978).
- Deux romans édités en 2016 évoquent l'assassinat de Sharon Tate, et en particulier ses trois jeunes meurtrières : The Girls d'Emma Cline et California Girls de Simon Liberati. La même année, l'assassinat de Sharon Tate fait également l'objet d’un film intitulé Wolves at the Door (2016), dans lequel Katie Cassidy joue le rôle de l'actrice assassinée.
- En 2017, Rachel Roberts incarne Sharon Tate dans Charles (Manson) s'en charge, dixième épisode de la saison 7 de la série télévisée American Horror Story.
- En 2018, Grace Van Dien l'interprète dans le long métrage Charlie Says de Mary Harron.
- En 2019, le film Once Upon a Time… in Hollywood, écrit et réalisé par Quentin Tarantino, traite en partie du destin de l'actrice, incarnée par Margot Robbie[22].
- Le meurtre de l'actrice fait l'objet d'un autre film sorti la même année, The Haunting of Sharon Tate, écrit et réalisé par Daniel Farrands, avec Hilary Duff dans le rôle de Sharon Tate[23],[24].
- Un biopic est actuellement en préparation, avec Kate Bosworth dans le rôle de Sharon Tate. Cela pose toutefois un problème quant à la tranche d'âge des deux actrices puisque Sharon Tate est morte à 26 ans alors que Kate Bosworth a aujourd'hui 42 ans.